# エノキアン協会
エノキアン協会（エノキアンきょうかい、フランス語: Les Hénokiens）は、1981年に設立された経済団体で、家業歴200年以上の企業のみ加盟を許される老舗企業の国際組織。フランスのパリに本部がある。

## 設立の経緯と加入条件
フランスのリキュールメーカー、マリー・ブリザール社が、何世紀にもわたって存続してきた伝統企業で、なおかつ、現在でも創業家による同族経営を維持し続ける企業を集めて団体を創設しようと提唱したことを発端とする。1981年、イタリアのベレッタ社が1年かけて164の商工会議所、25か国の大使館の協力を得て174社の会社とコンタクトをとり、加入を募った。
協会への加入資格は、
1. 創業以来200年以上の社史を持っていること
2. 創業者の子孫が現在でも経営者、もしくは役員であること
3. 家族が会社のオーナーもしくは筆頭株主であること
4. 現在でも健全経営を維持していること

の4点である。
174社のうち、この条件を満たしたのは15社であり、当初はそのうちの10社で協会が設立された。

## 創立目的
1. 創立200年以上のフランス企業同士の相互理解と連帯の絆を深めること。
2. 産業活力と伝統とは調和することを証明すること。
3. フランスの会員と同条件下の外国企業との協力関係をつくること。

以上、会員がより良い友好関係を築くことによって、「伝統こそ活力」を世界に証明することを目的としている。多くの波乱を克服してきた伝統の技術、あるいは家族のぬくもりが欠かせないものであることを広く訴えるとともに、優れた職人的技術を有する若い企業との連帯もねらいとしている。

## 会の名称の由来
エノキアンとは、エノク（Henok）に住む人びとという意味である。エノクとは『旧約聖書』に記された人物の名であり、また、世界初とされる都市の名でもある
人物としてのエノクはアダムの孫にあたり、365歳まで生き、ノアの大洪水の前の家長であった。多くの子孫を残し、神とともに栄えて、史上初の都市の名には彼の名が与えられたとされている。エノクには「始まり」という意味もある。協会名のエノキアンは、このような歴史と伝統、および繁栄にちなんでつけられた。

## 活動内容
1. 会員企業相互の連携と親睦を図る。
2. 毎年1回、会員企業の所在地において総会を開催する[注釈 2]。
3. 毎年「エノキアン賞」を設定する。会員外の企業のなかから、経営状態、伝統の保存、未来への建設、社会への貢献度、製品やサービスの良さを基準にして優秀企業を選択し、顕彰する。

最初の総会はフランスのボルドーで開かれた。
1987年に開かれた「世界歴史都市博覧会」では「エノキアン歴史展」も催されており、会員企業（当時は13社）の歴史を示す史料や商品を紹介して互いの交流を深めた。

## 協会の現状と加盟企業

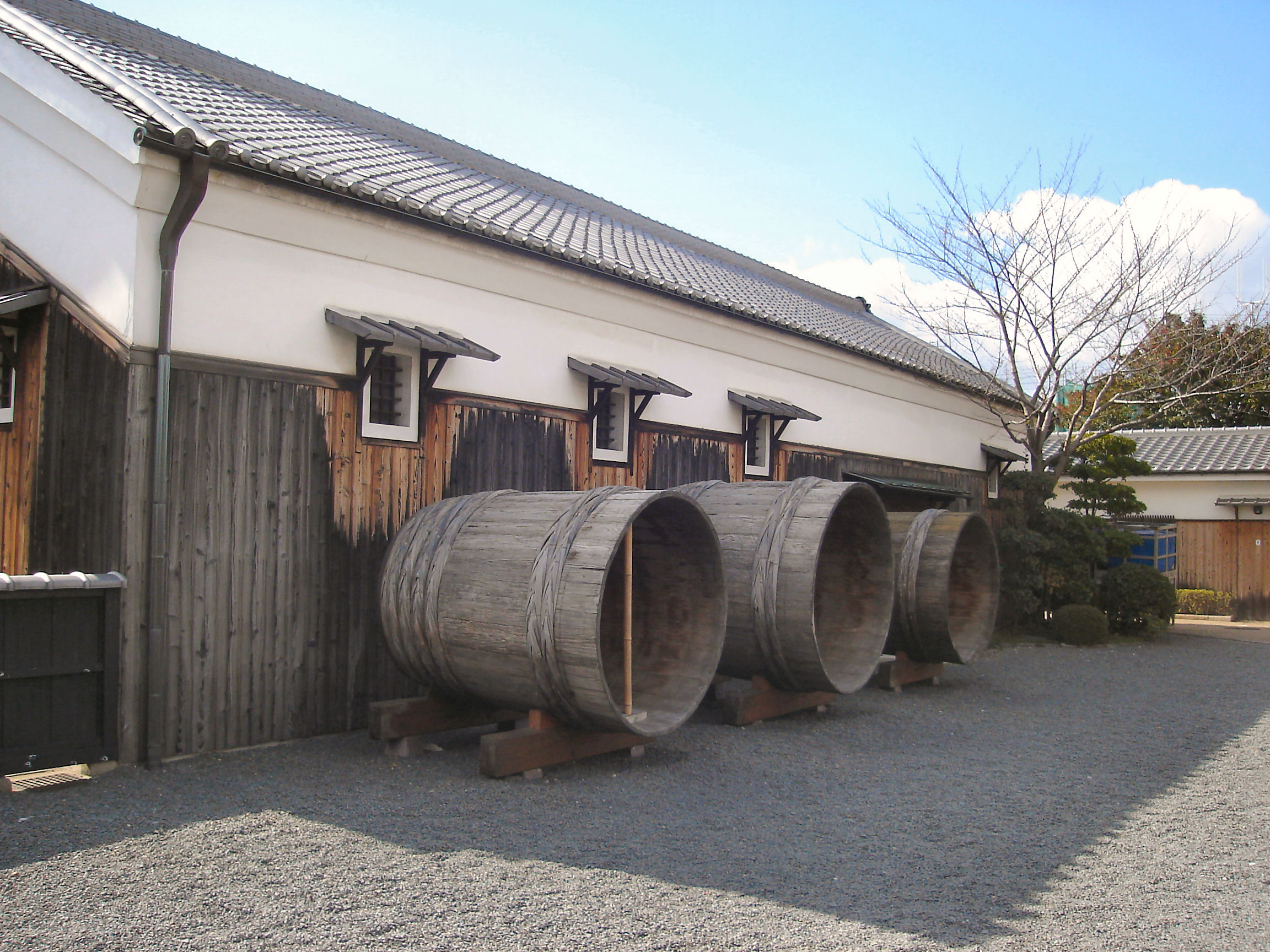
月桂冠大倉記念館

現在、フランス・イタリアを中心とするヨーロッパの企業と日本の伝統的な企業あわせて50社で構成されている。業種は、ヨーロッパの伝統産業であるワイン、ガラス製品、宝石、日本の醸造業のほか、航空機、貿易、サービス、出版、重工業など、多岐にわたっている。
国別の内訳は2020年10月現在、イタリア11社、フランス15社、ドイツ5社、スイス3社、オランダ2社、ベルギー2社、イングランド1社、オーストリア1社、日本10社である。
そのうち、最も創業の古いのが、石川県の温泉旅館「法師」である。ヨーロッパ最古の企業は、以前は1295年設立のヴェネツィア（イタリア）のガラス品メーカー、 バロヴィエール&トーゾであったが、いまは脱会しており、現在はドイツのジーゲン（ノルトライン＝ヴェストファーレン州）に所在する鉄鋼・金属の表面仕上げを専門とする企業、The Coatinc Companyが最も古い。

### 加盟企業一覧
| 企業名                                                                    | 所在地                                         | 創業年   | 業種                       | 公式サイト                        |
| ------------------------------------------------------------------------- | ---------------------------------------------- | -------- | -------------------------- | --------------------------------- |
| 法師（株式会社善吾楼）                                                    | 日本、石川県小松市                             | 718年    | 温泉旅館業:粟津温泉        | 法師                              |
| 株式会社虎屋                                                              | 日本、東京都港区                               | 1500年代 | 和菓子製造・販売           | 虎屋                              |
| 株式会社ナベヤ                                                            | 日本、 岐阜県岐阜市                            | 1560年   | 精密治具・鋳物             | ナベヤ                            |
| 月桂冠株式会社                                                            | 日本・ 京都市伏見区                            | 1637年   | 酒造業                     | 月桂冠                            |
| ヤマサ醤油株式会社                                                        | 日本、千葉県銚子市                             | 1645年   | 醤油製造                   | ヤマサ醤油                        |
| 岡谷鋼機株式会社                                                          | 日本、名古屋市中区                             | 1669年   | 商社：名証プレミア市場上場 | 岡谷鋼機                          |
| 材惣木材株式会社                                                          | 日本、名古屋市中区                             | 1690年   | 木材業                     | 材惣木材                          |
| 株式会社山本山                                                            | 日本、東京都中央区                             | 1690年   | 日本茶・海苔製造販売       | 山本山                            |
| 株式会社赤福                                                              | 日本、三重県伊勢市                             | 1707年   | 和菓子製造・販売           | 赤福                              |
| 株式会社中川政七商店                                                      | 日本、奈良県奈良市                             | 1716年   | 麻織物製造・販売           | 中川政七商店                      |
| AE Köchert（de:A. E. Köchert）                                            | オーストリア、ウィーン                         | 1814年   | 宝石                       | AE Köchert                        |
| C. Hoare & Co.（en:C. Hoare & Co）                                        | イギリス、ロンドン                             | 1672年   | プライベート・バンキング   | hoaresbank.co.uk                  |
| Van Eeghen Group（nl:Van Eeghen & Co）                                    | オランダ、アムステルダム                       | 1662年   | 食品                       | Van Eeghen                        |
| De Kuyper Royal Distillers（デ・カイパー）                                | オランダ、nl:Middelharnis                      | 1695年   | 蒸留酒                     | de Kuyper                         |
| Pollet（fr:Savonnerie Pollet）                                            | ベルギー、トゥルネー                           | 1763年   | 洗浄用品                   | Pollet                            |
| D’Ieteren（nl:D'Ieteren）                                                 | ベルギー、ブリュッセル                         | 1805年   | 自動車販売                 | D'Ieteren                         |
| Banque Lombard Odier & Cie SA（ロンバー・オディエ）                       | スイス、ジュネーヴ                             | 1796年   | プライベート・バンキング   | Banque Lombard Odier              |
| Banque Pictet & Cie SA（ピクテ銀行）                                      | スイス、ジュネーヴ                             | 1805年   | プライベート・バンキング   | Banque Pictet                     |
| Dreyfus Söhne & Cie, Banquiers（de:Dreyfus Söhne & Cie, Banquiers）       | スイス、バーゼル                               | 1813年   | プライベート・バンキング   | Dreyfusbank                       |
| The Coatinc Company （de:The Coatinc Company）                            | ドイツ、ジーゲン                               | 1502年   | 金属表面仕上げ             | Coatinc                           |
| Fried. Schwarze                                                           | ドイツ、エルデ                                 | 1664年   | スピリット                 | Schwarze Schlichte.de             |
| Gebr. Schoeller Anker（de:Anker Gebr. Schoeller）                         | ドイツ、de:Düren                               | 1733年   | 絨毯・敷物                 | ANKER Teppichboden.de             |
| Möller Group（de:Möller Group）                                           | ドイツ、ビーレフェルト                         | 1730年   | 自動車                     | Möller Group                      |
| J. D. Neuhaus（de:J. D. Neuhaus）                                         | ドイツ、ヴィッテン                             | 1745年   | 滑車装置                   | JDN                               |
| Fabbrica d’Armi Pietro Beretta （ファブリカ・ダルミ・ピエトロ・ベレッタ） | イタリア、ブレシア                             | 1526年   | 銃・狩猟用具               | Beretta                           |
| Cartiera Mantovana（en:Cartiera Mantovana）                               | イタリア、マントヴァ                           | 1615年   | 製紙業                     | Cartiera Mantovana                |
| Augustea（en:Augustea SpA）                                               | イタリア、ミラノ                               | 1629年   | 航海・船舶用品             | Augustea                          |
| Vitale Barberis Canonico（ヴィターレ・バルベリス・カノニコ）              | イタリア、it:Pratrivero                        | 1663年   | 紳士服・生地               | vitalebarberiscanonico.it         |
| Guerrieri Rizzardi                                                        | イタリア、バルドリーノ                         | 1678年   | ワイン製造                 | Guerrieri Rizzardi                |
| Amarelli（it:Amarelli）                                                   | イタリア、ロッサーノ（ナポリ）                 | 1731年   | リキュール                 | museodellaliquirizia.it, Amarelli |
| Fratelli Piacenza （it:Fratelli Piacenza）                                | イタリア、ピアチェンツァ                       | 1733年   | 毛織物                     | Piacenza                          |
| Stabilimento Colbachini（it:Fonderia Colbachini）                         | イタリア、チェルヴァレーゼ・サンタ・クローチェ | 1745年   | 冶金・鋳造                 | muvec.it, ivgsps.it               |
| Lanificio G.B. Conte（it:Lanificio Conte）                                | イタリア、スキーオ                             | 1757年   | 衣類                       |                                   |
| Garbellotto                                                               | イタリア、コネリアーノ                         | 1775年   | ワイン樽                   | Garbelotto it                     |
| Ditta Bortolo Nardini（it:Distilleria Nardini）                           | イタリア、バッサーノ・デル・グラッパ           | 1779年   | 蒸留、食料品               | Nardni                            |
| Beligné（fr:Beligné）                                                     | フランス、fr:Langres                           | 1610年   | 刃物                       | Coutellerie H.Beligné             |
| Mellerio dits Meller（fr:Mellerio dits Meller）                           | フランス、パリ                                 | 1613年   | 宝石                       | Mellerio                          |
| Hugel & Fils（fr:Hugel et fils）                                          | フランス、リクヴィール                         | 1639年   | ワイン製造                 | Hugel                             |
| Jean Roze（fr:Soieries Jean Roze）                                        | フランス、fr:Saint-Avertin                     | 1656年   | 絹織物                     | Maisonroze                        |
| SFCO（fr:SFCO）                                                           | フランス、パリ                                 | 1685年   | 資産運用                   |                                   |
| Catherineau                                                               | フランス、サン＝メダール＝アン＝ジャル         | 1750年   | 高級航空機                 | Catherineau                       |
| Revol Porcelaine（fr:Revol Porcelaine）                                   | フランス、fr:Saint-Uze                         | 1768年   | 陶磁器                     | Revol                             |
| Editions Henry Lemoine（fr:Éditions Henry Lemoine）                       | フランス、パリ                                 | 1772年   | 録音、音楽編集             | Henry Lemoine                     |
| Descours & Cabaud（fr:Descours & Cabaud）                                 | フランス、リヨン                               | 1782年   | 建築設備                   | Descours & Cabaud                 |
| Banque Hottinguer（de:Bank Hottinger & Cie）                              | フランス、パリ                                 | 1786年   | プライベート・バンキング   | Banque Hottinguer                 |
| Viellard Migeon & Cie (fr:Viellard-Migeon et Cie )                        | フランス、fr:Morvillars                        | 1796年   | 釣り具                     | Viellard Migeon                   |
| Louis Latour（fr:Louis Latour）                                           | フランス、ボーヌ                               | 1797年   | ワイン製造                 | Lous Latour                       |
| Thiercelin                                                                | フランス（ スペイン、es:Gurrea de Gállego）    | 1809年   | 自然食品                   | Thiercelin                        |
| Établissements Peugeot Frères（プジョー）                                 | フランス、パリ                                 | 1810年   | 輸送機械・自動車           | Peugeot Groupe                    |
| Champagne Billecart-Salmon（fr:Champagne Billecart-Salmon）               | フランス、fr:Mareuil-sur-Ay                    | 1818年   | シャンパン                 | champagne-billecart.fr            |

エノキアン協会は不整形多重円のデザインをマーク（会章）としているが、これは年輪をあらわしている。また、協会ではいまも、伝統を有し、会の精神を共有できる企業の新規加入を歓迎している。

### ギャラリー

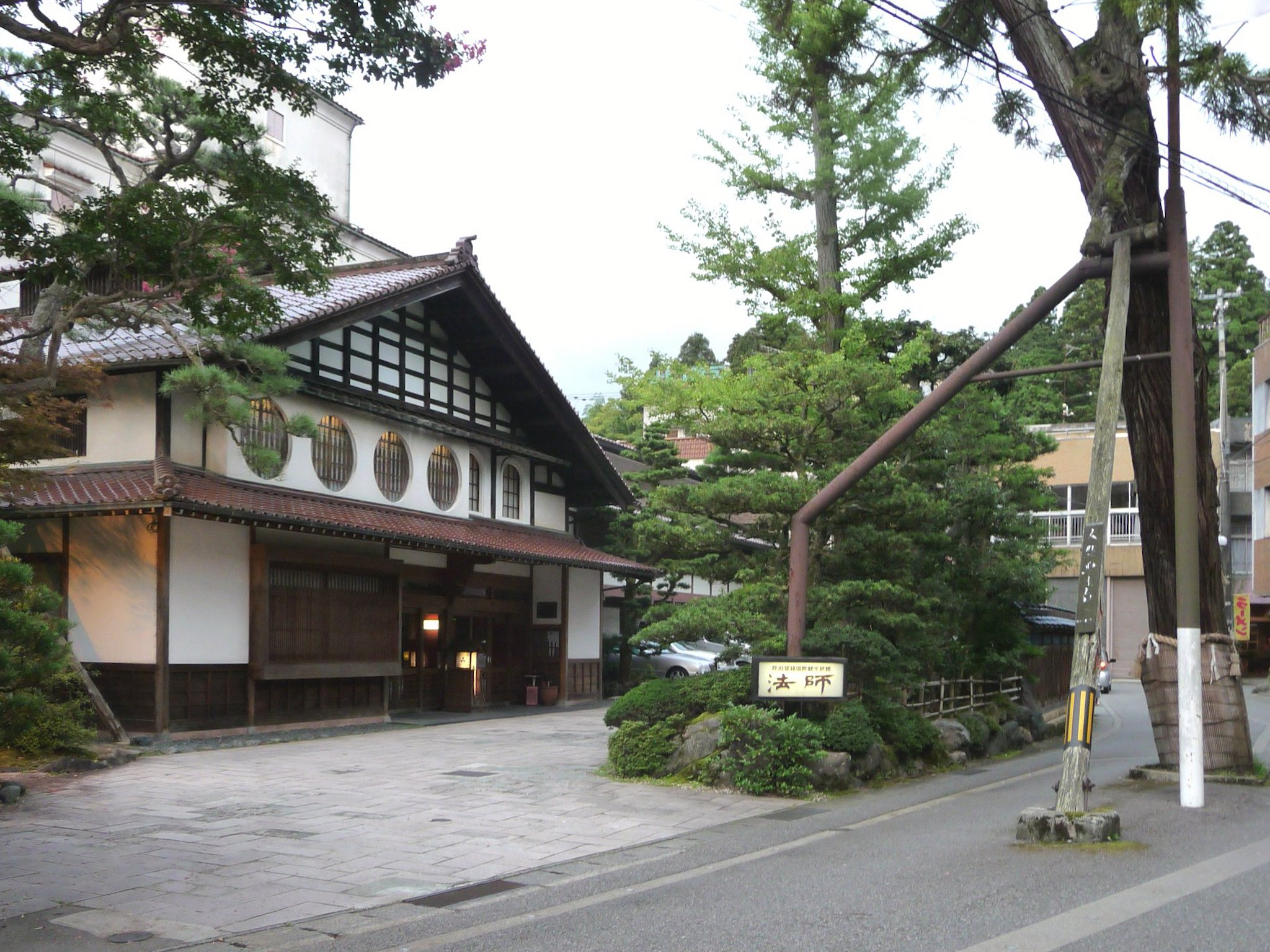
旅館「法師」（石川県小松市）
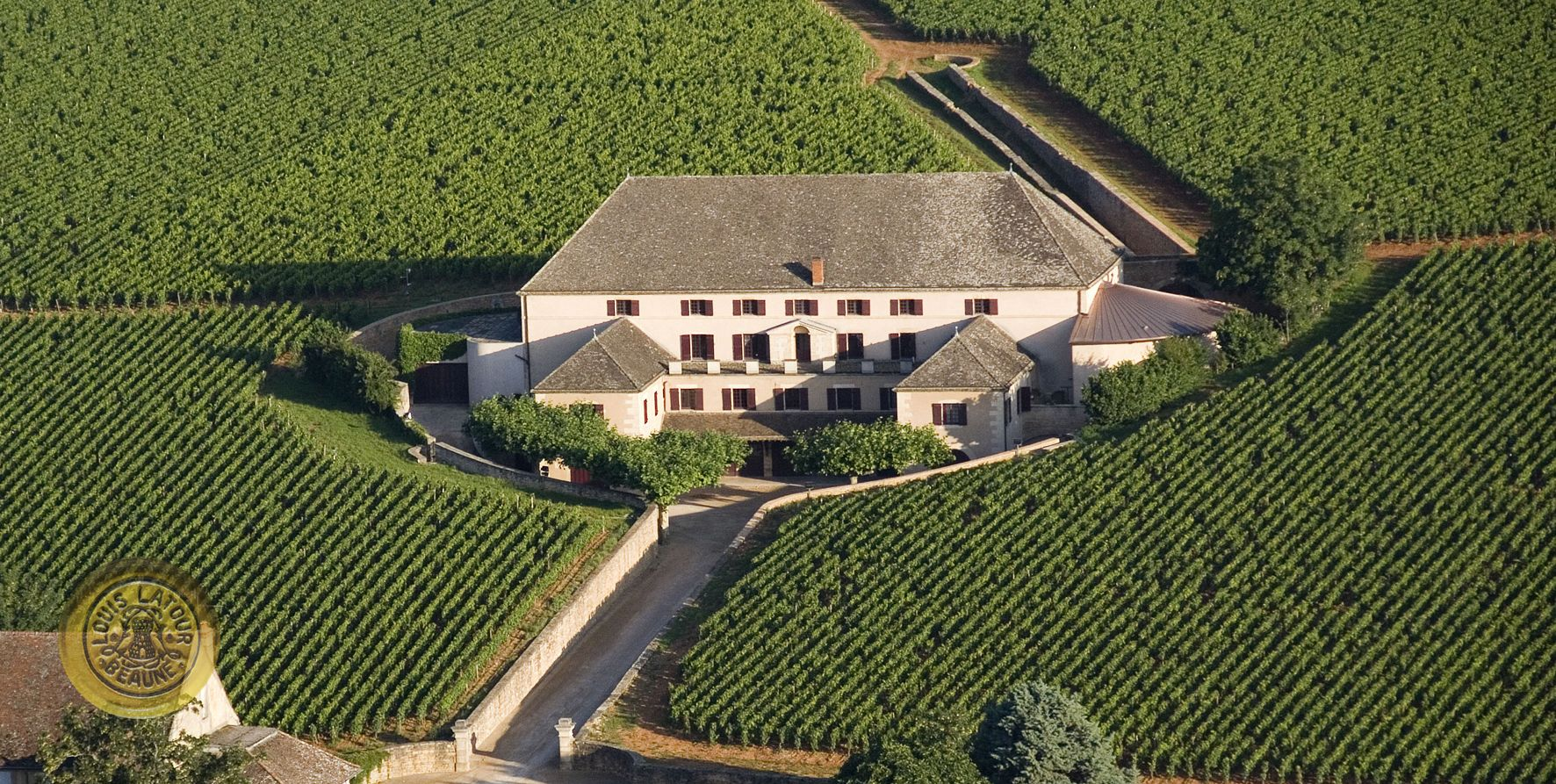
Louis Latourのブドウ園（フランス）
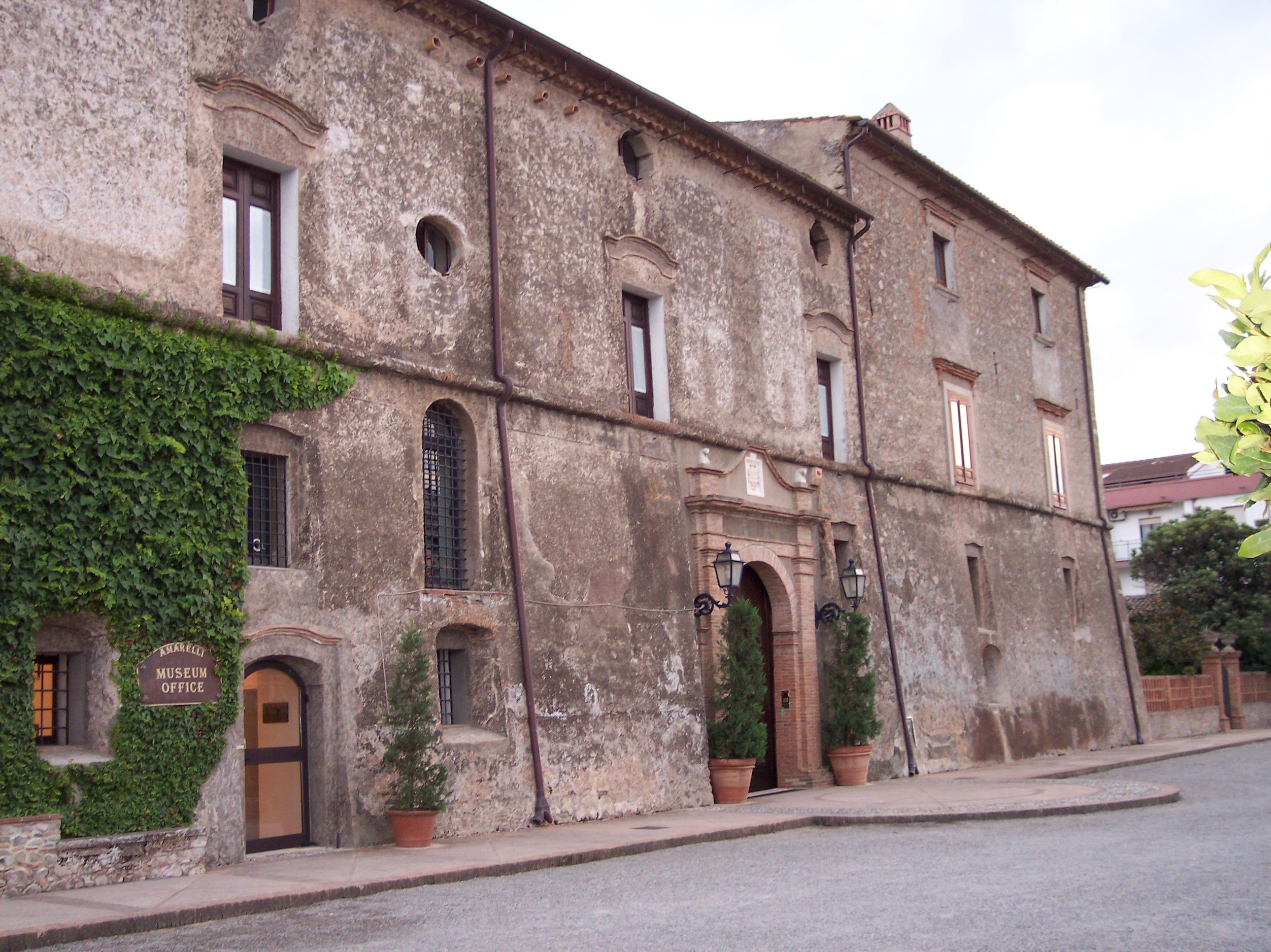
ロッサーノのAmarelli美術館（イタリア）
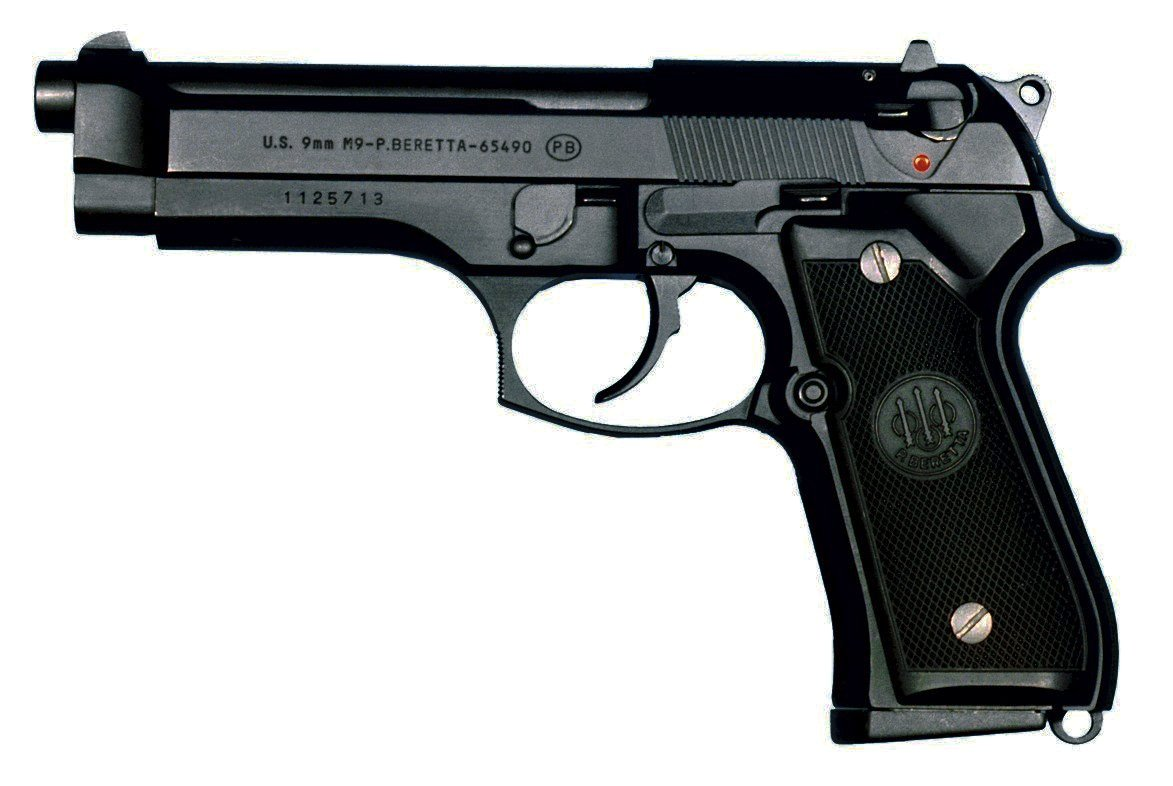
ベレッタ社（イタリア）のベレッタ92F
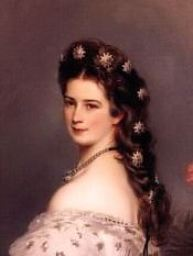
「シシィ」エリーザベト皇后を飾ったA.E.Köchert社（オーストリア）の宝石

## 加盟企業の共通点
エノキアン協会加盟の企業には、いくつかの共通点があるという指摘がある。それによれば、危機に対して柔軟で創造的な適応をなしうる点であり、また、オリジナル商品の品質に対するこだわり、後継者の育成への努力などである。これはまた、世代を越えて企業が存続する条件ともいえるものである。また、過度な成長やパワーを望まないという点も多くの加盟企業に共通しているとの指摘がある。

## 歴代会長
- 1981-1986 : Gérard Glotin - マリー・ブリザール（フランス語版）
- 1987-1990 : Gérard Durant Texte  - Griset
- 1991-1995 : Ugo Gussalli Beretta  -  ファブリカ・ダルミ・ピエトロ・ベレッタ
- 1996-1997 : Riccardo Piacenza - Fratelli Piacenza
- 1998-2001 : François Mellerio - Mellerio dits Meller
- 2002-2005 : Pina Amarelli - Amarelli
- 2006-2009 : Peter von Möller - Möller Group
- 2010-2013 : Christophe Viellard - Viellard Migeon & Cie
- 2014-2017 : Willem van Eeghen - van Eeghen & Co.
- 2018-　　 : 岡谷篤一 - 岡谷鋼機株式会社取締役社長

## 補説
野村進によれば、日本で200年以上の歴史をもつ企業は3,000軒を数え、中国9軒、インド3軒、韓国0軒と比べ突出しており、ドイツ800軒、オランダ200軒とくらべても多く、日本は世界の中でもずば抜けた「老舗大国」と言って過言でないとしている。